# Rullierinereis elytrocirra
Rullierinereis elytrocirra är en ringmaskart som beskrevs av Wu och Sun 1979. Rullierinereis elytrocirra ingår i släktet Rullierinereis och familjen Nereididae. Inga underarter finns listade i Catalogue of Life.